# ARK Music Factory
Ark Music Factory es un pequeño sello discográfico en Los Ángeles, California. El negocio de Ark se centra en el descubrimiento y contratación de nuevos cantantes jóvenes. Ark luego escribe música con (o para) estos cantantes y los graba, a menudo produciendo vídeos musicales para estas canciones. De acuerdo a la página de la compañía en MySpace, se categorizan como un sello discográfico independiente. Afirman que sus objetivos principales es aspirar a la palestra musical: "En ARK hacemos posible descubrir a un artista emergente, definido, para avanzar en su carrera elegida y tener éxito". Ark se basa predominantemente en Estados Unidos, aunque han dicho que artistas que han apoyado han tenido éxito en diferentes regiones en todo el mundo. Se hizo conocido por la interpretación de una de sus artistas, Rebecca Black
La página de Ark afirma crear una comunidad donde los artistas de todos los campos pueden unirse para construir conexiones e interactuar. Su página también afirma que su equipo dedicado tiene una industria de profesionales que han trabajado con Miley Cyrus, Backstreet Boys, y Ashley Tisdale.
Ark ganó notoriedad a principios de 2011 después de que uno de sus intérpretes, Rebecca Black, se convirtiera en una sensación viral. Su canción fue anunciada por algunos como potencialmente la "peor canción de la historia". De acuerdo al periódico británico The Independent, Black estuvo durante mucho tiempo en Twitter. Sin embargo, muchos de estos tweets consistían en votos negativos con la letra de su canción "Friday".

## Éxito

### "Friday" por Rebecca Black
Ark tuvo notoriedad con el primer sencillo de la artista Rebecca Black, "Friday", que, a partir del 26 de marzo de 2011, tuvo más de 100 millones de visitas en YouTube con +400.000 "Me gusta"(Votos positivos) y +1.000.000 "No me gusta"(Votos negativos).

## Músicos de ARK Music Factory
- Rebecca Black
- Kaya Rosenthal
- Madison Bray
- Ariana Dvornik
- Ishraq
- Alana Lee
- Lena
- Abby Victor
- Amanda Williams
- Devin Fox
- Lexi St. George
- Tania Fernández
- Robert Herrera